# Avenue Pierre-Georges-Latécoère (Blagnac)
Ne doit pas être confondu avec Avenue Pierre-Georges-Latécoère (Toulouse).
L'avenue Pierre-Georges Latécoère (en occitan : avenguda Pèire Jòrdi Latecoèra) est une voie de la commune française de Blagnac.

## Situation et accès
L'avenue Pierre-Georges Latécoère est une voie publique située dans Blagnac. Elle correspond à une partie de la route métropolitaine 1E (anciennement départementale 1E avant 2017), située intégralement sur la commune de Blagnac où elle est également les avenues Claude-Gonin et de Purpan.
L'avenue Pierre-Georges Latécoère rencontre les voies suivantes, dans l'ordre des numéros croissants (« g » indique que la rue se situe à gauche, « d » à droite) :
- Rue Saint-Michel du Touch (d)
- Rue Marie-Curie (d) et rue Velasquez (g)
- Avenue Claude-Gonin (continuité) et avenue Lucien-Servanty (d)

L'avenue Pierre-Georges Latécoère est parcourue quasi-intégralement par la ligne T2 du tramway, mais n'est pas desservie directement par celui-ci.

## Origine du nom
La voie honore Pierre-Georges Latécoère (1883-1943), entrepreneur français des débuts de l'aviation commerciale française de l'entre-deux-guerres.

## Historique
Avant la construction de l'autoroute A621 dans les années 1990, elle était une partie de la route menant à l'aéroport de Toulouse-Blagnac,,.
Entre 2013 et 2015, l'avenue est entièrement réaménagée pour y faire passer le tramway.

## Bâtiments remarquables et lieux de mémoire
- no 1bis : Régie municipale de restauration